# Marcel Gromaire
Marcel Gromaire (* 24. Juli 1892 in Noyelles-sur-Sambre, Frankreich; † 11. April 1971 in Paris) war ein französischer Maler und Grafiker. Er gehört zu den bedeutenden Vertretern der Modernen Malerei Frankreichs im 20. Jahrhundert.

## Leben
Marcel Gromaire besuchte in Paris die unabhängigen Malakademien am Montparnasse. Seine Kunst wurde geprägt durch seine Erlebnisse im Ersten Weltkrieg an der Front im Elsass und an der Somme, wo er 1916 verwundet wurde.
Das Werk Paul Cézannes beeinflusste Gromaires Schaffen ebenso. Seine abstrakten Gemälde waren vorwiegend in Ocker und Braun gehalten mit einigen roten und blauen Akzenten. Seine erste Ausstellung fand im Jahr 1932 als Gruppenausstellung zusammen mit den Künstlern Jean Fautrier, Jean Pougny und Jean René Bazaine in Paris statt. 1937 wurden in der zentralen Nazi-Aktion „Entartete Kunst“ aus dem Staatlichen Museum Saarbrücken fünf Bilder Gromaires beschlagnahmt.
Vor allem ab den fünfziger und sechziger Jahren erwarb Gromaire mit seiner Kunst internationale Aufmerksamkeit und Anerkennung. So war Marcel Gromaire zum Beispiel mit einigen Werken Teilnehmer der documenta II in Kassel im Jahr 1959 in der Abteilung Graphik. Zu seinen Werken gehören Zeichnungen, Ölgemälde, Radierungen, Aquarelle und Tapisserien.

## 1937 als „entartet“ aus dem Staatlichen Museum Saarbrücken beschlagnahmte Werke
- Mann am Herd (Aquarell und Tusche, 32,7 × 25 cm, 1927; zur Verwertung in den internationalen Kunsthandel gebracht und zuletzt 1995 von der Österreichische Stiftung Ludwig für die Albertina, Wien, erworben)
- Marchand de Tapis / Teppichhändler (Aquarell und Tusche, 51,8 × 33,3 cm, 1925; 1939 zur „Verwertung“ auf dem Kunstmarkt an den Kunsthändler Hildebrand Gurlitt; seit 1976 im Museum Ludwig, Köln)
- Interieur (Zeichnung; Verbleib ungeklärt)
- Le Lavoir (Zeichnung; Verbleib ungeklärt)
- Frau (Feder-Zeichnung, 1926; 1939 zur „Verwertung“ auf dem Kunstmarkt an Hildebrand Gurlitt; seit 1976 im Museum Ludwig, Köln)